# Autoroute A151 (France)
L'autoroute A151 est une autoroute située entre l'A150 au sud et la RN 27 au nord qui relie notamment les villes de Rouen et Dieppe dans la Seine-Maritime.
L'A151 s'embranche sur l'A150 à hauteur de Roumare au nord-ouest de Rouen, remonte vers le Nord en direction de Tôtes et s'arrête un peu après son croisement avec l'A29. Elle est prolongée par la RN 27 sous forme de route pour automobile pour rejoindre Dieppe.
Dans les réflexions sur la construction d'un hypothétique contournement ouest de Rouen, son prolongement sud est évoqué vers Bourg-Achard permettant le raccordement avec les autoroutes A13 et A28. Ce projet impose le franchissement de la Seine à hauteur de Duclair.

## Échangeurs

### A151
Section non-concédée gérée par la DIR Nord-Ouest et gratuite.
- Échangeur entre A150 et A151 : Rouen, Maromme, Canteleu (demi-échangeur)
  -  Début de l'autoroute A151
  -   Avant virage.
  -  Traversée d'un virage.
  -  Fin de traversée d'un virage.
- 1 Malaunay (D927) : Eslettes, Montville, Malaunay

Section concédée à SANEF Paris Normandie et gratuite.
- Échangeur entre A29 et A151 : Fécamp, Le Havre, Amiens, Calais, Caen
- D2 : Val-de-Saâne, Clères, Barentin, Varneville-Bretteville
  -    L'A151 devient la RN 27

### N27
Section non-concédée gérée par la DIR Nord-Ouest et gratuite.
- RD 927 - RD 929 : Tôtes, Yerville, Saint-Saëns, Yvetot, Le Havre par RD
- RD 353 : Biville-la-Baignarde, Beauval-en-Caux, Auffay, Val-de-Saâne
- RD 149 : Belmesnil, Omonville, Bacqueville-en-Caux, Longueville-sur-Scie
- RD 108 : Manéhouville, Auppegard, Brachy, Bertreville-Saint-Ouen, Omonville
  - Viaduc de la Scie sur 500m
  -   Réduction à 2x1 voies et limitation à 90 km/h
- Carrefour giratoire entre RD 915 et RN 27 : 
  - RD 915 :  A28,  Amiens, Paris, Beauvais, Les Grandes-Ventes, Aubermesnil-Beaumais, Torcy-le-Petit - Torcy-le-Grand
  - RN 27 : Dieppe, Rouxmesnil-Bouteilles, Arques-la-Bataille, Car ferries, château d'Arques, zones industrielles
  - RD 915 : Tourville-sur-Arques, Saint-Aubin-sur-Scie, aérodrome de Dieppe - Saint-Aubin, château de Miromesnil
  - RN 27 :  A29,  Rouen, Le Havre, Yvetot, Tôtes, Bacqueville-en-Caux
  -    sur 1,5 km.
  -   Réduction à 2x1 voies et limitation à 90 km/h
- Carrefour giratoire entre RD 54, RD 54B, RD 23 et RN 27 : 
  - RD 23 : Aubermesnil-Beaumais, Arques-la-Bataille,château d'Arques
  - RN 27 :  A28,  Amiens,  A29,  Rouen, Paris, Beauvais, Les Grandes-Ventes, Torcy, Le Havre, Yvetot, Tôtes, Bacqueville-en-Caux, Tourville-sur-Arques
  - RD 54B: Dieppe, Rouxmesnil-Bouteilles, Car ferries, zones industrielles
  - RD 54 : Saint-Aubin-sur-Scie, Offranville

### Radar fixe
- Juste avant l'échangeur de l'A 150 et de l'A 151 en direction de Rouen à 90 km/h.